# Władysław Ochenkowski
Władysław Ochenkowski (ur. 21 grudnia 1840 w Skrzeszewie, zm. 8 maja 1908 we Lwowie) – polski ekonomista, profesor i rektor Uniwersytetu Lwowskiego.

## Życiorys
Pochodził z polskiej rodziny ziemiańskiej, był synem Józefa (sędziego Trybunału w Siedlcach) i Sabiny z Obniskich. Uczęszczał do gimnazjum gubernialnego w Warszawie (do 1856), później studiował filozofię na Uniwersytecie w Petersburgu (1860-1863). Brał udział w powstaniu styczniowym; otrzymał zaocznie wyrok śmierci. Kontynuował studia w Jenie w dziedzinie ekonomii (1864-1867), uwieńczone doktoratem w 1867 (praca Macleod's Kredit - und Geldtheorie). Wyjechał następnie do Anglii, gdzie prowadził badania nad historią gospodarki. W latach 1872–1873 uzupełniał studia ekonomiczne na Akademii w Magyarovar, a 1877-1878 studia ze statystyki na Uniwersytecie Lwowskim. Pracował przez dwa lata w lwowskim Biurze Statystycznym (1973-1875). W 1878 obronił pracę habilitacyjną Englands Gesetzgebung in Bezug auf die Preisse i został docentem nauk politycznych na Uniwersytecie w Jenie; w 1880 otrzymał tam tytuł profesora nadzwyczajnego. W latach 1880–1892 wykładał nauki polityczne w Akademii w Muenster.
W 1892 został profesorem zwyczajnym Uniwersytetu Lwowskiego. Kierował Katedrą Ekonomii Społecznej, pełnił funkcje dziekana Wydziału Prawa (1897/1898), rektora (1902/1903) i prorektora (1903/1904) tej uczelni. W 1888 wybrano go na członka korespondenta AU; był również członkiem American Academy of Political and Social Sciences (od 1890) oraz British Economic Association (od 1893).
W pracy naukowej zajmował się finansami, polityką społeczną oraz historią gospodarczą Anglii. Był inicjatorem polskich badań nad dziejami gospodarczymi Anglii, dokonał analizy angielskiej polityki cenowej od XIV do XVII wieku, dał uzasadnienie dla tworzenia w Anglii kas oszczędnościowych. Był autorem wielu prac naukowych, m.in.:
- Olej skalny (nafta) w Galicji (1870)
- Sprawa gruntowa w Irlandyi (1870)
- Ziemska własność gmin w Galicji, ich kapitały pieniężne i stan bierny (1874)
- Angielskie kasy oszczędności (1877)
- John Locke als Nationaloekonom (1879)
- Die Anfänge der englischen See- und Schiffahrpolitik (1881)
- Die württembergische Centralstelle für Handel und Gewerbe (1886)

Zmarł nagle na atak serca we Lwowie, pochowany został w grobie rodzinnym Orzechowiczów w Kalnikowie. Jego bratankiem był Henryk (historyk sztuki, kustosz Muzeum Czartoryskich w Krakowie), bratanicą - Maria Godlewska (tłumaczka literatury angielskiej). Szwagrem Ochenkowskiego był Bolesław Orzechowicz, mecenas kultury i sztuki, darczyńca swojej kolekcji dla galerii obrazów we Lwowie.